# Paris (Maine)
Paris é uma cidade  localizada no estado americano de Maine, no Condado de Oxford.

## Demografia
Segundo o censo americano de 2000, a sua população era de 4793 habitantes.

## Geografia
De acordo com o United States Census Bureau tem uma área de
106,1 km², dos quais 105,6 km² cobertos por terra e 0,5 km² cobertos por água.

## Localidades na vizinhança
O diagrama seguinte representa as localidades num raio de 32 km ao redor de (South) Paris.